# الصور (بيشة)
الصور وهي قرية من قرى محافظة بيشة التابعة إلى منطقة عسير في المملكة العربية السعودية.

## التسمية والموقع
صُوْر: بضم الصاد فواو ساكنة فراء.
والصور قرية من قرى آل مرير من آل الحارث وتقع شمال وادي ترج على ضفاف الوادي، كما تبعد عن مركز الحازمي 5 أكيال باتجاه الغرب وتقع إلى الجنوب الغربي من مدينة بيشة على بعد 32 كيلو متر.
وتضم القرية عدداً من المدارس والمساجد وجمعية البر الخيرية وتعاني القرية من ضعف الخدمات بشكل عام.